# Lezginka

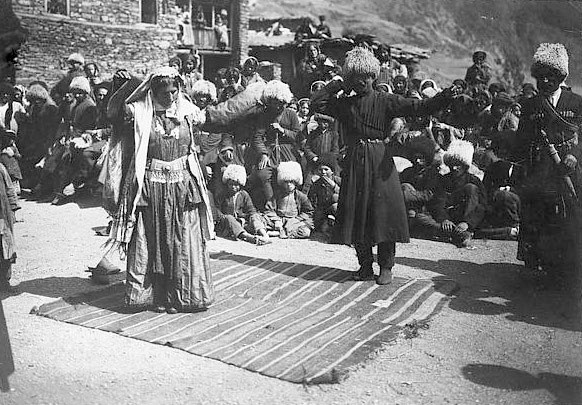
Lezginka (1900).

Lezginka (Лезгинка) este numele colectiv dat inițial de ruși tuturor dansurilor caucaziene cu ritm rapid. Poate fi dans solo masculin sau în pereche. Melodia este clară și dinamică, ritmul este rapid. O greșeală comună atribuie dansul doar lezginilor.